# Notogynaphallia ceciliae
Notogynaphallia ceciliae is een platworm (Platyhelminthes). De worm is tweeslachtig. De soort leeft in of nabij zoet water.
Het geslacht Notogynaphallia, waarin de platworm wordt geplaatst, wordt tot de familie Geoplanidae gerekend. De wetenschappelijke naam van de soort werd voor het eerst geldig gepubliceerd in 2003 door Froehlich & Leal-Zanchet.